# Richard Hughes (író)
Richard Arthur Warren Hughes OBE (Weybridge, 1900. április 19. – Talsarnau, 1976. április 28.) versek, novellák, regények és színdarabok brit írója volt.

## Élete
A surrey-i Weybridge-ben született. Apja Arthur Hughes, köztisztviselő volt, édesanyja, Louisa Grace Warren pedig a Nyugat-Indiákon, Jamaikán nevelkedett. Először a Charterhouse Schoolban tanult, majd 1922-ben az oxfordi Oriel College-ban szerzett diplomát.
Egy Charterhouse iskolaigazgató küldte el Hughes első publikált művét a The Spectator magazinnak 1917-ben. A cikk, amelyet iskolai esszeként írt, Alec Waugh nemrég megjelent, The Loom of Youth című regényének kedvezőtlen kritikája volt, amely nagy port kavart, mert egy állami iskolában élő brit iskolás fiúk közötti homoszexuális szenvedélyekről szólt. Oxfordban találkozott Robert Graves-szel, aki szintén "Old Carthusians" volt, és 1921-ben közösen szerkesztették az Oxford Poetry című költészeti kiadványt. Hughes rövid színdarabját, a The Sisters' Tragedy-t 1922-ben már a londoni West Enden, a Royal Court Theatre-ben vitték színre. Ő volt a szerzője a világ első rádiójátékának, az A Comedy Of Danger című darabnak, amelyet Nigel Playfair rendelt tőle a BBC számára, és 1924. január 15-én sugároztak.
Hughes újságíróként dolgozott és sokat utazott, mielőtt 1932-ben feleségül vette Frances Bazley (1905-1985) festőművészt. Egy ideig Norfolkban, majd 1934-ben a dél-walesi Laugharne-ban lévő Castle House-ban telepedtek le. Dylan Thomas Hughes-szal lakott, és a Castle House-ban élve írta meg Portrait of the Artist as a Young Dog című könyvét. Hughesnak nagy szerepe volt abban, hogy Thomas végleg a környékre költözött.
Mindössze négy regényt írt, amelyek közül a leghíresebb a The Innocent Voyage (Ártatlan utazás, 1929), vagy ahogy Hughes nem sokkal az első megjelenés után átnevezte, A High Wind in Jamaica (Szélvihar Jamaikában). A 19. században játszódik, és azokat az eseményeket tárja fel, amelyek egy csapat angol gyerek kalózok általi véletlen fogságba esését követik: a gyerekekről kiderül, hogy jóval erkölcstelenebbek, mint a kalózok (Hughes ebben a regényben írta le először a "Hóhérvér" nevű koktélt). 1938-ban megírta az In Hazard (Örvényben) című allegorikus regényét, amely az S.S. Phemius igaz története alapján készült, amely az 1932-es kubai hurrikánban négy napon át, annak maximális intenzitása idején ragadt. Gyermekeknek szóló meseköteteket írt, köztük a The Spider's Palace (A pók palotája) címűt.
A háború alatt Hughes az Admiralitáson dolgozott irodai munkakörben. Megismerkedett Jane Drew és Maxwell Fry építészekkel, akiknek gyermekei a Hughes családnál laktak ez idő alatt. A háború befejezése után tíz évig forgatókönyveket írt az Ealing Studiosnak, és 1961-ig nem publikált több regényt. A The Human Predicament (Emberi kényszerhelyzet) című trilógiából halálakor csak az első két kötet, The Fox in the Attic (Róka a padláson, 1961) és The Wooden Shepherdess (A fából való pásztorlányka ,1973) volt teljes; az utolsó kötetből tizenkét fejezet, kevesebb mint 50 oldal jelent meg. Ezekben az 1920-as évektől a második világháborúig írja le az európai történelem menetét, beleértve a valós szereplőket és eseményeket – például Hitler menekülését a meghiúsult müncheni puccs után –, valamint a fiktíveket.
Életének későbbi szakaszában Hughes a gwyneddi Ynysbe költözött. 1976-ban otthonában bekövetkezett halálakor a falu templomának, Llanfihangel-y-traethau-nak a templomfelügyelője volt, és itt temették el.
Hughes a Királyi Irodalmi Társaság tagja volt, az Egyesült Államokban pedig a National Institute of Arts and Letters és az American Academy of Arts and Letters tiszteletbeli tagja. 1946-ban megkapta az OBE (Officer of the Order of the British Empire) kitüntetést.

## Családja
Richard és Frances Hughes-nek öt gyermeke született. Második gyermekük, Penelope Hughes 1984-ben megjelentette Richard Hughes: Author, Father című memoárját.

## Művei
| - A High Wind in Jamaica (1929) - In Hazard (1938) - The Human Predicament: - Volume 1: The Fox in the Attic (1962) - Volume 2: The Wooden Shepherdess (1973) - Gypsy-Night and other poems (1922) - Confessio Juvenis: Collected Poems (1926) - The Sisters' Tragedy (1922) - Danger: a Play (1924) - A Comedy of Good and Evil (1924) - The Man Born to be Hanged (1924) - The Sisters' Tragedy, and Three Other Plays (1924) | - A Moment of Time (1926) - In the Lap of Atlas: Stories of Morocco (1979) - The Spider’s Palace and Other Stories (1931) - Don’t Blame Me! and Other Stories (1940) - Gertrude’s Child (1966) - The Wonder Dog: Collected Children’s Stories (1977) - John Skelton: Poems (1924, editor) - Fiction as Truth: Selected Literary Writings of Richard Hughes (1983) - A Run for Your Money (1949) (with Clifford Evans, Leslie Norman, Diana Morgan and Charles Frend) - The Divided Heart (1954) (with Jack Whittingham) |

Hughes szellemíróként megírta a The Story of the Lyric Theatre, Hammersmith-t (1925) Nigel Playfair számára, és együttműködött J. D. Scott-tal egy hivatalos kormányzati kiadványon, The Administration of War Production (1955) címen.

### Magyarul megjelent
- Örvényben (In hazard) – Franklin-Társulat, Budapest, 1941 · Fordította: Boldizsár Iván
- Róka a padláson (Fox in the Attic) – Európa, Budapest, 1964 · Fordította: Kéry László
- Szélvihar Jamaikában (A High Wind in Jamaica) – Szépirodalmi, Budapest, 1974 · ISBN 9631500462 · Fordította: Balabán Péter
- A fából való pásztorlányka (The Wooden Shepherdess) – Európa, Budapest, 1978 · ISBN 963071261X · Fordította: Bart István
- Szélvihar Jamaikában / Örvényben (A High Wind in Jamaica / In hazard) – Európa, Budapest, 1981 · ISBN 963072295X · Fordította: Balabán Péter, Boldizsár Iván

## Fordítás
- Ez a szócikk részben vagy egészben  a   Richard Hughes (British writer) című angol Wikipédia-szócikk fordításán alapul.  Az eredeti cikk szerkesztőit annak laptörténete sorolja fel. Ez a jelzés csupán a megfogalmazás eredetét és a szerzői jogokat jelzi, nem szolgál a cikkben szereplő információk forrásmegjelöléseként.